# Фарадејево друштво
Фарадејево друштво (енгл. Faraday Society) било је британско учено друштво за проучавање физичке хемије, основано 1903. године у Лондону и названо у част енглеског научника Мајкла Фарадеја (1791—1867). Након 77 година постојања, 1980. се објединило са још неколико сличних организација, да би настало Краљевско хемијско друштво (енгл. Royal Society of Chemistry).

## Публикације
Фарадејево друштво је издавало пир ривју научни часопис по имену Фарадејеве трансакције (енгл. Faraday Transactions), и то у периоду од 1905. до 1971. године — када је Краљевско хемијско друштво преузело издавачку делатност.

## Конференције
Од нарочитог значаја су биле конференције, односно збирке радова оригиналног истраживања у форми научног часописа, које су се звале „Фарадејеви разговори” (енгл. Faraday Discussions) и које су се објављивале као часопис под истим именом. Публикација укључује критику како научних радова тако и самог часописа. На састанцима, више времена се посвећивало дискусијама него ауторима који су представљали своје радове који су претходно били подељени осталим присутнима. Ове конференције је наставило да одржава Краљевско хемијско друштво.

## Председници
Први председник Фарадејевог друштва (1903—1904) био је сер Џозеф Вилсон Свон, а последњи (1971—1972) професор Џон Вилфри Линет.
- 1903.—1904.: Сер Џозеф Вилсон Свон (1828—1914)
- 1905.—1907.: Вилијам Томсон, 1. барон Келвин (1824—1907)
- 1907.—1908.: Сер Вилијам Хенри Перкин (1838—1907)
- 1908.—1909.: Сер Оливер Џозеф Лоџ (1851—1940)
- 1909.—1911.: Сер Џејмс Свинберн, 9. баронет (1858—1958)
- 1911.—1913.: Сер Ричард Тетли Глејзбрук (1854—1935)
- 1913.—1920.: Сер Роберт Абот Хадфилд, 1. баронет (1858—1940)
- 1920.—1922.: Професор Алфред Вилијам Портер (1863—1939)
- 1922.—1924.: Сер Роберт Робертсон (1869—1949)
- 1924.—1926.: Сер Фредерик Џорџ Донан (1870—1956)
- 1926.—1928.: Професор Сесил Хенри Деш (1874—1958)
- 1928.—1930.: Професор Томас Мартин Лаури (1874—1936)
- 1930.—1932.: Сер Роберт Лудвиг Монд (1867—1938)
- 1932.—1934.: Професор Невил Винсент Сиџвик (1873—1952)
- 1934.—1936.: Вилијам Ринтул (1870—1936)
- 1936.—1938.: Професор Морис Вилијам Траверс (1872—1961)
- 1938.—1945.: Сер Ерик Китли Ридил (1890—1974)
- 1945.—1947.: Професор Вилијам Едвард Гарнер (1889—1960)
- 1947.—1948.: Професор Артур Џон Олманд (1885—1951)
- 1948.—1950.: Сер Џон Едвард Ленард-Џоунс (1894—1954)
- 1950.—1952.: Сер Чарлс Фредерик Гудив (1904—1980)
- 1952.—1953.: Сер Хју Стот Тејлор (1890—1974)
- 1953.—1955.: Професор Роналд Џорџ Рејфорд Нориш (1897—1978)
- 1956.—1957.: Роналд Перси „Рони” Бел (1907—1996)
- 1958.—1959.: Сер Хари Ворк Мелвил (1908—2000)
- 1959.—1960.: Др Едгар Вилијам Ричард Стејси (1900—1962)
- 1960.—1961.: Сер Хари Ворк Мелвил (1908—2000)
- 1961.—1962.: Сер Сирил Норман Хиншелвуд (1897—1967)
- 1963.—1964.: Професор Алфред Рене Жан Пол Абелоуд (1907—1988)
- 1965.—1966.: Сер Фредерик Сидни Дејнтон, барон Дејнтон (1914—1997)
- 1967.—1968.: Професор Сесил Едвин Бон (1908—2003)
- 1969.—1970.: Професор Џефри Ги (1910—1996)
- 1971.—1972.: Професор Џон Вилфри Линет (1913—1975)